# Traité de Batoum

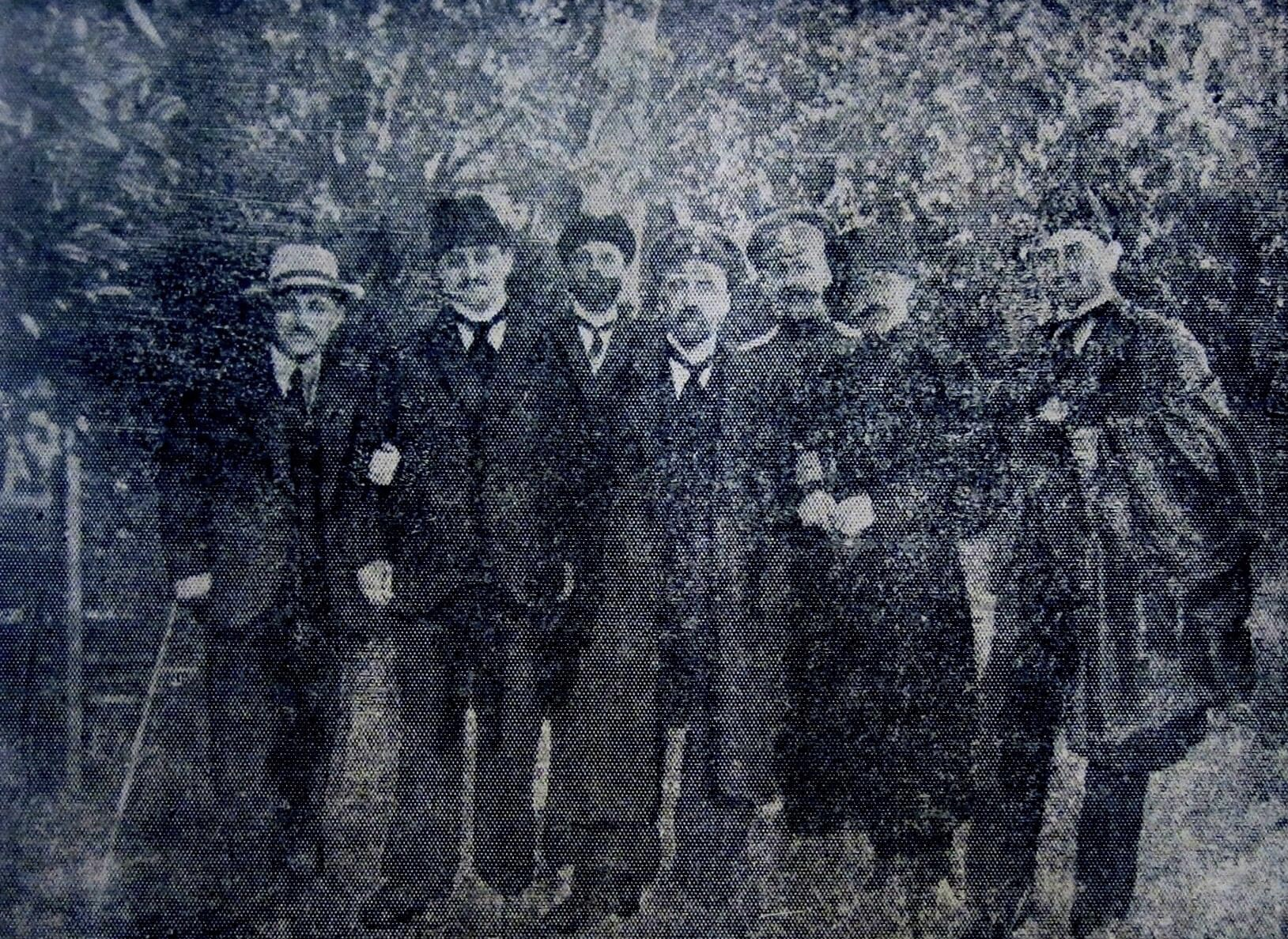
La délégation de l'Azerbaïdjan à Batoumi en juin 1918. De gauche à droite : Nassib Bey Youssoufbeylı, Mehmet Amin Rassoulzadeh, Aslan Bey Safikurd, Mehmet Hassan Hadji, Abdulhamid Gaitabachi, Ahmet Bey Mehmetbeylı et Ahmet Jovdat Pepin (secrétaire de la délégation).

Le traité de Batoum a été signé le 4 juin 1918 à Batoumi entre la république démocratique d'Arménie, la république démocratique d'Azerbaïdjan, la république démocratique de Géorgie et l'Empire ottoman. Ce fut le premier traité de l'Arménie et l'Azerbaïdjan, comptant 14 articles et réduisant l'Arménie à un tout petit territoire autour d'Erevan, administré par la Fédération révolutionnaire arménienne. Le général arménien Andranik Ozanian contesta l'accord, rompit avec la Fédération et proclama la République arménienne de la montagne.